# Б (вагон метро)
Б — тип вагона метрополитена, модернизированная версия типа А, выпускавшийся Мытищинским вагоностроительным заводом в период с 1937 по 1939 год.

## Предпосылки создания
Основной причиной появления данного типа вагонов явилась задержка создания вагонов типа «Г», которые предполагалось пустить на линии второй очереди Московского метрополитена. Вагоны типа «Б» являлись усовершенствованными вагонами типа «А». Нумерация была следующей: моторные вагоны данного типа получили номера от 60 и выше, а прицепные — 1060 и выше.

## Отличия от вагонов типа «А»
Вагоны типов «А» и «Б» были практически схожи, так как имели одинаковые габаритные размеры, колёсные пары, тяговые агрегаты, мотор-компрессоры, составность секций. Однако, были и различия между двумя типами вагонов. В вагонах типа «Б» была доработана система вентиляции салонов — было увеличено количество воздухозаборников с каждой стороны вагона с 8 до 10 штук, а также воздухозаборники на каждой стороне крыши вагона развернули только в одну сторону (позднее применялись воздухозаборники большего размера), что обеспечивало более равномерное распределение воздушных потоков в салоне. Также были модернизированы колёсные тележки — для увеличения их прочности в углах рам были установлены дополнительные косынки. Были усовершенствованы: тормозное оборудование (были применены тормозные цилиндры меньшего диаметра), системы автосцепки, центральные опоры кузова на колёсные тележки (плоские были заменены на сферические); была применена система аварийного освещения и сигнализация закрытия дверей; была установлена аккумуляторная батарея для питания аварийного освещения; токоприёмники устанавливали только на моторных вагонах (на вагонах типа «А» токоприёмники были как на моторных, так и на прицепных вагонах).
Большинство вспомогательных электрических цепей вагонов типа «Б» (цепи двигателей компрессоров, цепи ламп освещения, цепи управления автоматическими дверями, цепи подачи песка) питались от высокого напряжения 750 В. Для снижения напряжения, подаваемого на катушки реле и вентилей, а также на ряд ламп, последовательно с этими аппаратами включались резисторы. Тем не менее, выключатели и предохранители этих цепей находились под напряжением 750 В. Вспомогательные цепи 750 В каждого вагона защищались от перегрузок и коротких замыканий автоматом вспомогательных цепей (АВЦ). На вспомогательные цепи прицепного вагона напряжение 750 В поступало через АВЦ моторного вагона, предохранитель, электрическое межвагонное соединение и АВЦ прицепного вагона.
Рассмотрим систему освещения вагонов типа «Б». Каждый вагон имел 27 ламп накаливания для основного освещения. Из них 26 ламп освещали салон и одна - кабину машиниста. Каждая лампа была рассчитана на напряжение 130 В. Поэтому для питания от высокого напряжения 750 В лампы основного освещения включались последовательно друг другу, образуя группы из нескольких последовательно включённых ламп (5 групп на вагон). 1-я группа ламп состояла из трёх ламп и резистора, включённых последовательно. Одна лампа 1-й группы освещала кабину машиниста, две остальные - пассажирский салон. 2-я, 3-я, 4-я и 5-я группы ламп освещали только пассажирский салон и имели 6 последовательно включённых ламп в каждой группе. 
Напряжение 750 В подавалось на лампы 2-й группы через автомат вспомогательных цепей (АВЦ). Поэтому лампы 2-й группы при наличии высокого напряжения на вагоне загорались сразу после включения автомата вспомогательных цепей. На лампы 1-й, 3-й, 4-й и 5-й групп напряжение 750 В подавалось через автомат вспомогательных цепей и контактор основного освещения вагона. Поэтому для включения этих ламп после включения АВЦ требовалось включить контактор освещения. Для управления контакторами освещения вагонов (а значит, для включения либо выключения освещения) в каждой кабине машиниста были установлены две кнопки - "Включение освещения" и "Выключение освещения". При нажатии одной из этих кнопок (в любой кабине машиниста) напряжение 750 В через резисторы поступало либо на включающую либо на выключающую катушку контактора, обеспечивая его включение либо выключение. Контакторы освещения всех вагонов поезда включались (либо выключались) одновременно. 
Напряжение на лампы прицепного вагона (как и на остальные цепи 750 В прицепного вагона) подавалось через АВЦ моторного вагона, межвагонное соединение и АВЦ прицепного вагона. Поэтому для работы освещения прицепного вагона было необходимо включить автоматы вспомогательных цепей и моторного, и прицепного вагонов.
На вагонах типа «Б» впервые для вагонов отечественного метрополитена было применено аварийное освещение, питавшееся от аккумуляторных батарей и автоматически включавшееся при обесточивании основного. Каждый вагон имел 5 ламп аварийного освещения, из них 1 в кабине машиниста и 4 в пассажирском салоне. При снижении либо полном исчезновении напряжения 750 В в цепях основного освещения вагона (например, при выключении АВЦ) на данном вагоне выключалось реле аварийного освещения. Своими контактами оно подавало напряжение 12 В от аккумуляторной батареи на лампы аварийного освещения вагона. Каждый вагон имел своё реле аварийного освещения (тип реле - Р-6Б-1) и свою аккумуляторную батарею, что обеспечивало независимость аварийного освещения вагонов друг от друга. При этом аккумуляторная батарея моторного вагона размещалась на соседнем с ним прицепном вагоне, а напряжение от неё подавалось на моторный вагон через межвагонное соединение. Эти аккумуляторные батареи, ёмкостью 40 А-ч каждая, не имели системы подзаряда от цепей 750 В и питали только лампы аварийного освещения, а также катушку дверного реле, контролировавшего закрытие автоматических дверей.
Кабины машиниста вагонов типа «Б» имели электрическое отопление: в каждой кабине была установлена электрическая печь мощностью 500 Вт. Нагреватели печи питались напряжением 750 В через АВЦ и выключатель отопления кабины.

## Модификация «Бм»
По причине необходимости ввода на метрополитене реостатного торможения (электродинамическое торможение) в середине 50-х годов была произведена соответствующая модернизация вагонов типа «Б». В результате они получили обозначение «Бм».
Проект по доработке электрооборудования вагонов разрабатывался командой специалистов Московского метро во главе с Г. Ф. Фёдоровым и конструкторским коллективом завода «Динамо» им. С. М. Кирова. В качестве базы был взят комплект электрооборудования вагонов типа «Д», который на тот момент серийно выпускался. Для обеспечения цепей управления поездом энергией на прицепных вагонах секции устанавливали аккумуляторные батареи 56НКН-45, подзаряжавшиеся от контактного рельса. Так как тяговые электродвигатели ДМП-151, применявшиеся на вагонах типа «Б», были мало приспособлены к электрическому торможению, была применена система автоматического переключения с полного на ослабленное возбуждение. Кроме того, в то время как моторные вагоны останавливались с помощью системы реостатного торможения, прицепные использовали электропневматическое торможение.
В опытную эксплуатацию первая секция модернизированного вагона типа «Бм» поступила в 1956 году. Модернизация оставшихся вагонов «Б» производилась до 1959 года на заводе по ремонту электроподвижного состава Московского метрополитена.
Секции «Бм» обслуживали пассажиров на Арбатско-Покровской линии Московского метрополитена до конца января 1975 года, после чего были списаны. 
До 2022 года считалось, что ни одного вагона моделей «Б» и «Бм» в полноценном состоянии не сохранилось.
В январе 2022 года в Москву был привезен вагон типа «Б» №1119, ранее обнаруженный на территории  Харовского шпалопропиточного завода. 
Вагон находится в ожидании реставрации.

## Выпуск вагонов
Выпускающим предприятием был Мытищинский вагоностроительный завод (ныне — «Метровагонмаш»). За 16 месяцев производства было выпущено 162 вагона данного типа.
| Годы     | Количество выпущенных вагонов | Количество выпущенных вагонов | Количество выпущенных вагонов |
| Годы     | Общее кол-во                  | Прицепных                     | Моторных                      |
| 1937 год | 36                            | 18                            | 18                            |
| 1938 год | 120                           | 60                            | 60                            |
| 1939 год | 6                             | 3                             | 3                             |

## Обслуживание линий

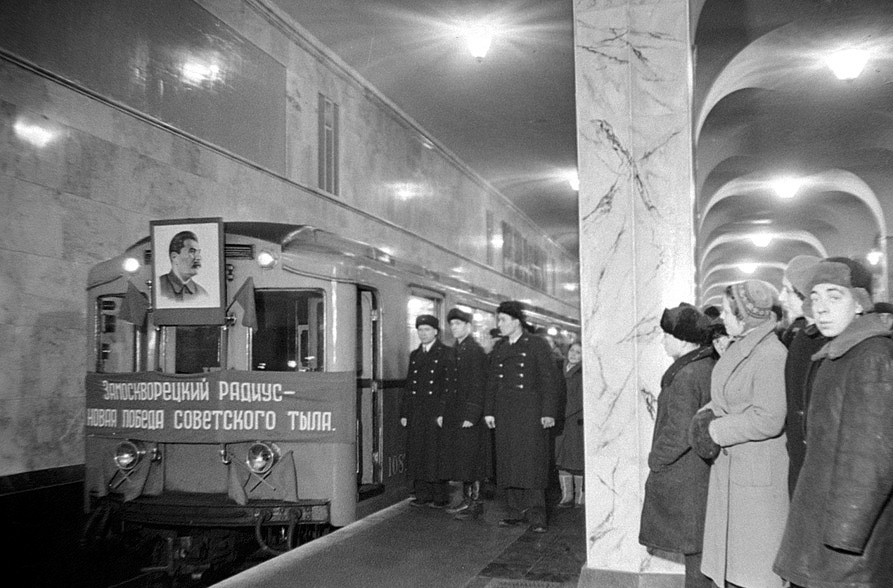
Поезд типа Б на открытии станции метро «Завод имени Сталина» 1 января 1943 г.

Первые вагоны типа «Б» поступили на линию «Сокольники» — «Центральный парк культуры и отдыха им. Горького». Позднее, с 13 марта 1938 года, вагоны данного типа стали обслуживать участок «Курская» — «Площадь Революции» — «Киевская», с 11 сентября 1938 года — участок «Сокол» — «Театральная». С 1950 года вагоны типа «Б» базировались в электродепо «Измайлово», которое обеспечивало подвижным составом Арбатско-Покровскую линию Московского метро, где и проработали до конца января 1975 года.